# Naoyuki Yamada
Naoyuki Yamada (山田 尚幸 Yamada Naoyuki?), född 26 december 1987 i Osaka prefektur, är en japansk fotbollsspelare.
Yamada började sin karriär 2010 i MIO Biwako Shiga. 2013 flyttade han till Blaublitz Akita.